# Maria Papayanni
Maria Papayanni (griechisch Μαρία Παπαγιάννη Maria Papagianni; * 1964 in Larisa) ist eine griechische Autorin.

## Leben und Werk
Maria Papayanni studierte in Thessaloniki griechische Literatur. Nachdem sie nach Athen gekommen war, arbeitete als Journalistin für Radio, TV und verschiedene Zeitschriften. In den vergangenen Jahren konzentrierte sie sich mehr auf das Schreiben von Büchern für Kinder und Jugendliche und übersetzte auch Bücher ins Griechische. In Griechenland wurde sie für ihre Bücher mehrfach ausgezeichnet. Sie schrieb auch Theaterstücke für Kinder, Puppentheater Werke und Texte für musikalische Analogie. 2012 war sie Jurymitglied der Auszeichnung Das außergewöhnliche Buch des Kinder- und Jugendprogramms des Internationalen Literaturfestivals Berlin.
Maria Papayanni lebt und arbeitet in Athen.

## Bibliografie (Auswahl)
- 2001: Καληνύχτα, μαμά / Kalinychta, mama (Gute Nacht, Mama), Text: Maria Papayanni, Illustration: Daniela Stamatiadi, ΕΚΔΟΣΕΙΣ ΠΑΤΑΚΗ (Patakis), Athen, ISBN 978-960-16-0229-5
- 2003: Μια περιπέτεια για το Ρωμαίο / Mia peripetia gia to Romeo (Ein Abenteuer für Romeo), ΕΚΔΟΣΕΙΣ ΠΑΤΑΚΗ (Patakis), Athen, ISBN 978-960-16-0714-6
- 2003: Άγιε Βασίλη, θα μου κάνεις μια χάρη; / Agie Vasili, tha mou kanis mia chari? (Santa, tust du mir einen Gefallen?), ΕΚΔΟΣΕΙΣ ΠΑΤΑΚΗ (Patakis), Athen, ISBN 978-960-16-0880-8
- 2004: Ποιος είναι ο αρχηγός; / Pios ine o archigos? (Wer ist verantwortlich?), ΕΚΔΟΣΕΙΣ ΠΑΤΑΚΗ (Patakis), Athen, ISBN 978-960-16-1095-5
- 2005: Τρεις παλάμες όλη η γη / Tris palames oli i gi (Morgen wird die Erde wachsen), ΕΚΔΟΣΕΙΣ ΠΑΤΑΚΗ (Patakis), Athen, ISBN 978-960-16-1680-3
- 2005: Πρώτος! / Protos! (Klassenbester), ΕΚΔΟΣΕΙΣ ΠΑΤΑΚΗ (Patakis), Athen, ISBN 978-960-16-1657-5
- 2005: Πάντα; / Panda; (Immer?), ΕΚΔΟΣΕΙΣ ΠΑΤΑΚΗ (Patakis), Athen, ISBN 978-960-16-1446-5
- 2006: Ως διά μαγείας / Os dia magias (Wie durch Magie), ΕΚΔΟΣΕΙΣ ΠΑΤΑΚΗ (Patakis), Athen, ISBN 978-960-16-2201-9, in Auszügen übersetzt von Doris Wille für Maria Papayannis Teilnahme am Kinder- und Jugendprogramm des 12. internationalen literaturfestivals berlin
- 2006: Η κλέφτρα των ονείρων / I kleftra ton oniron (Die Traumräuberin), ΕΚΔΟΣΕΙΣ ΠΑΤΑΚΗ (Patakis), Athen, ISBN 978-960-16-2207-1
- 2006: Βιβλιοφάγος κατά… λάθος! / Vivliofagos kata… lathos! (Der versehentliche Bücherwurm!), ΕΚΔΟΣΕΙΣ ΠΑΤΑΚΗ (Patakis), Athen, ISBN 978-960-16-1931-6
- 2006: Στον πίνακα! / Ston pinaka! (Geh an die Tafel!), ΕΚΔΟΣΕΙΣ ΠΑΤΑΚΗ (Patakis), Athen, ISBN 978-960-16-2254-5
- 2007: Παράξενο δεν είναι; Το χρυσοφλιδάκι της γης / Paraxeno den ine? To chrysoflidaki tis gis, ΜΕΓΑΡΟ ΜΟΥΣΙΚΗΣ Αθηνών
- 2008: Χριστούγεννα, καιρός για θαύματα / Christougenna, keros gia thavmata (Weihnachten: Zeit für Wunder), ΕΚΔΟΣΕΙΣ ΠΑΤΑΚΗ (Patakis), Athen, ISBN 978-960-16-2934-6
- 2008: Με λένε Μάγια / Me lene Magia (Meine Name ist Maya), ΕΚΔΟΣΕΙΣ ΠΑΤΑΚΗ (Patakis), Athen, ISBN 978-960-16-2952-0
- 2008: Επιστροφή στο σχολείο / Epistrofi sto scholio (Zurück in die Schule), ΕΚΔΟΣΕΙΣ ΠΑΤΑΚΗ (Patakis), Athen, ISBN 978-960-16-2877-6
- 2009: Ο γύρος του κόσμου με το ποδήλατο / O gyros tou kosmou me to podilato (Um die Welt auf einem Fahrrad), ΕΚΔΟΣΕΙΣ ΠΑΤΑΚΗ (Patakis), Athen, ISBN 978-960-16-3508-8
- 2009: Μικρές αγάπες, Λαγουδάκι / Mikres agapes, Lagoudaki, ΕΚΔΟΣΕΙΣ ΠΑΤΑΚΗ (Patakis), Athen, ISBN 978-960-16-3091-5
- 2010: Το δέντρο το μονάχο / To dendro to monacho, (Der magische Baum), ΕΚΔΟΣΕΙΣ ΠΑΤΑΚΗ (Patakis), Athen, ISBN 978-960-16-3599-6, in Auszügen übersetzt von Doris Wille für Maria Papayannis Teilnahme am Kinder- und Jugendprogramm des 12. internationalen literaturfestivals berlin
- 2012: Η Έλλη στο φεγγάρι / I Elli sto fengari, ΕΚΔΟΣΕΙΣ ΠΑΤΑΚΗ (Patakis), Athen, ISBN 978-960-16-3069-4

## Festivalteilnahmen
- 2012: Einladung ins Kinder- und Jugendprogramm des 12. internationalen literaturfestivals berlin